# .ke
Pour les articles homonymes, voir KE.
.ke est le domaine de premier niveau national (country code top level domain : ccTLD) réservé au Kenya. Il est géré par le Kenic (en) (Kenya Network Information Center).